# Županje Njive
Županje Njive – wieś w Słowenii, w gminie Kamnik. W 2018 roku liczyła 331 mieszkańców.